# Dollaro del Nuovo Brunswick
Il dollaro è stato la valuta del Nuovo Brunswick tra il 1860 e il 1867. Rimpiazzò la sterlina al cambio di 4 dollari = 1 sterlina (ovvero 5 scellini = 1 dollaro) ed aveva valore pari a quello del dollaro canadese. Il dollaro del Nuovo Brunswick fu sostituito dal dollaro canadese alla pari quando il Nuovo Brunswick fece ingresso nella Confederazione Canadese.

## Monete
Tra il 1861 e il 1864 furono emesse monete in tagli da ½, 1, 5, 10 e 50 cent. I pezzi da ½ e 1 cent erano in bronzo, gli altri in argento.

## Banconote
Quattro banche erano autorizzate ad emettere banconote: la "Bank of New Brunswick", la "Central Bank of New Brunswick", la "Commercial Bank of New Brunswick" e la "People's Bank of New Brunswick". I tagli emessi erano da 1, 2, 3, 4, 5, 8, 10, 20, 50 e 100 dollari. Le banconote della "Commercial Bank" recavano anche il valore espresso in sterline e shillings. La "Bank of New Brunswick" e la "People's Bank of New Brunswick" continuarono ad emettere banconote dopo l'ingresso nella Confederazione.